# サクリスタン

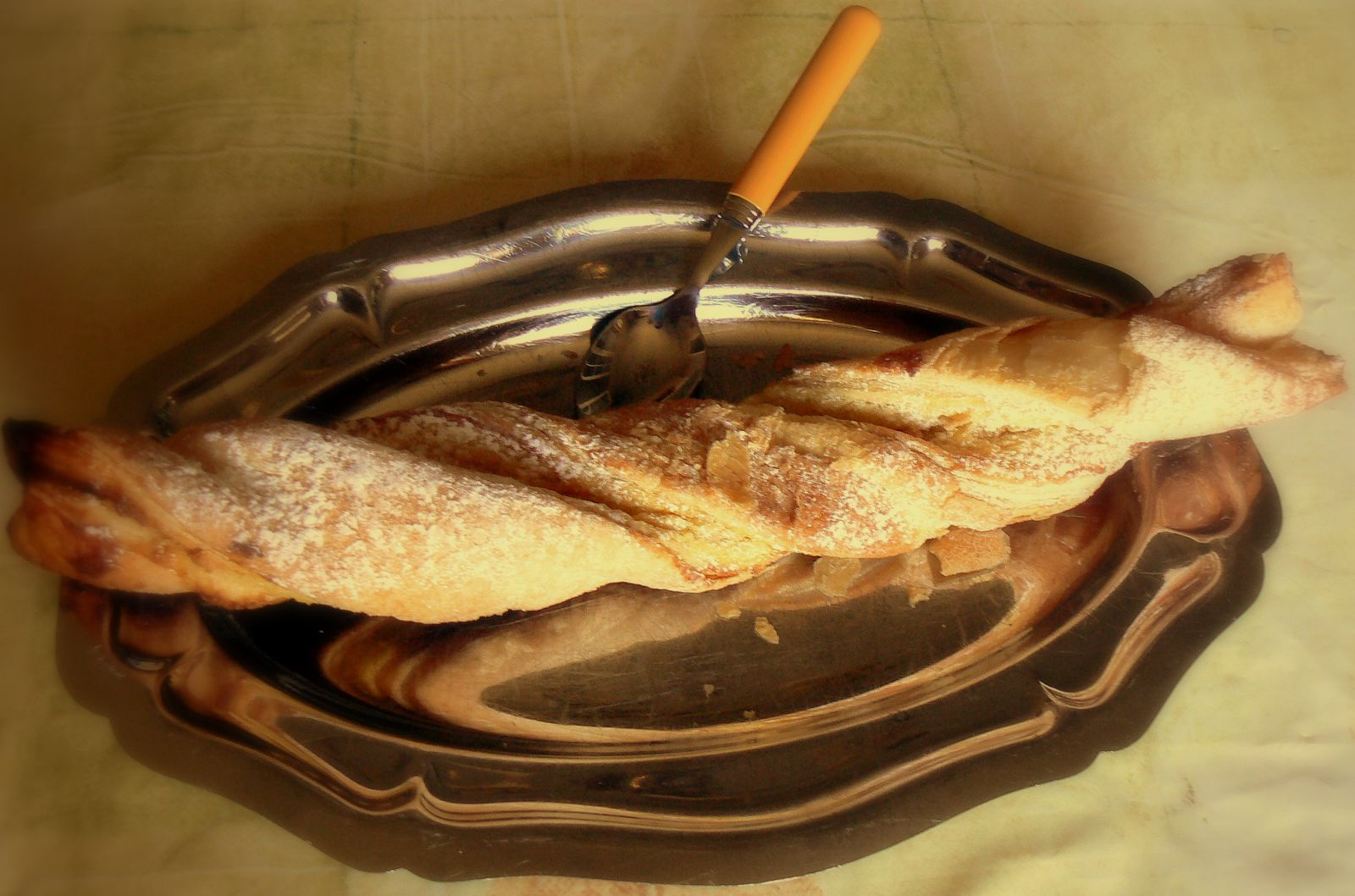
サクリスタンの例

サクリスタン（フランス語: sacristain）はフランスの伝統的なパイ菓子。
パート・フォイユテ（バターを折り込んで作るパイ生地）に砂糖とアーモンドを挟んで、捻じってから焼いた20センチメートルほどの棒状の菓子である。
「サクリスタン」は「聖具室の担当者（聖具保管担当者）」の意であり、聖具保管担当者がねじれた杖を持っていたことに由来する。いつ頃から菓子の名前として使用されるようになったのかは定かではない。
日本では山崎製パンが2013年に商品化し、ヒット商品となった。